# Гірничозаводські селяни
Гірничозаводські селяни — категорія феодально-залежних селян 17–19 ст. в Росії та Україні. Поряд із землеробством вони зобов'язані були працювати також на державних гірничих підприємствах. В Україні ця група була невеликою. Їхня праця використовувалася на казенних солеварнях міст Тор (нині м. Слов'янськ) і Бахмут (у радянський час м. Артемівськ) наприкінці 17–18 ст. Для виконання державних повинностей влада щомісячно посилала сюди в наряд (як робітних людей) російських однодвірців та слобідських козаків. Їхню долю розділили також приписні селяни кількох державних сіл Катеринославщини. У такий спосіб влада вирішувала проблему робочої сили на казенних підприємствах, у цьому випадку — гірничих. Зі згортанням державної варки солі селяни припинили виконання повинностей на торських і бахмутських солеварнях. Інститут Г.с. скасовано в Російській імперії 1861 у зв'язку з проведенням реформ.